# ویرانی (آلبوم)
ویرانی (به انگلیسی: Demolition) عنوان چهاردهمین آلبوم استودیویی از گروه هوی متال بریتانیایی جوداس پریست است که در ۳۱ ژوئیه ۲۰۰۱ با همکاری شرکت نشر اس‌پی‌وی منتشر گشته‌است. ویرانی دومین و آخرین آلبوم همکاری تیم «ریپر» اونز به عنوان خواننده در جوداس پریست است.

## فهرست آهنگ‌ها
| شماره | نام آهنگ          | آهنگساز                | مدت  |
| ----- | ----------------- | ---------------------- | ---- |
| ۱     | «انسان ماشینی»    | گلن تیپتون             | ۵:۳۵ |
| ۲     | «یک به یک»        | کی.کی. داونینگ، تیپتون | ۶:۴۴ |
| ۳     | «دوزخ خانه است»   | داونینگ، تیپتون        | ۶:۱۸ |
| ۴     | «جکل و هایدی»     | تیپتون                 | ۳:۱۹ |
| ۵     | «نزدیک به تو»     | داونینگ، تیپتون        | ۴:۲۸ |
| ۶     | «حفرکننده شیطان»  | تیپتون                 | ۴:۴۵ |
| ۷     | «زالوها»          | داونینگ، تیپتون        | ۶:۱۸ |
| ۸     | «در میان»         | تیپتون                 | ۵:۴۱ |
| ۹     | «خوراکم ده»       | تیپتون                 | ۵:۲۸ |
| ۱۰    | «حیله»            | تیپتون، کریس سانگرایدز | ۵:۱۲ |
| ۱۱    | «پنهان و پیدا»    | داونینگ، تیپتون        | ۴:۵۷ |
| ۱۲    | «صورت‌مجازی»       | تیپتون، اسکات تراویس   | ۶:۴۵ |
| ۱۳    | «مسیح موعود متال» | تیپتون، سانگرایدز      | ۵:۱۴ |

## اعضای گروه
- تیم «ریپر» اونز - خواننده
- کی.کی. داونینگ - گیتار
- گلن تیپتون - گیتار
- یان هیل - گیتار باس
- اسکات تراویس - درامز